# 傅汉思
 傅汉思（英语：Hans Hermann Frankel，德语：Hans Hermann Fränkel，1916年12月19日—2003年8月26日），德裔美国籍犹太人，著名汉学家、耶鲁大学东亚语言文学系教授，精通德语、法语、英语、意大利语、西班牙语、汉语等多国语言。
他的中文名原为傅汉斯，傅汉思是由其妻张充和所起，“汉”意为汉朝，“思”意为“思想”。他的姓氏原为Fränkel，在前往美国后，他将元音ä上的变音符号去除，成为了Frankel。

## 生平
傅汉思出生于德国柏林，1935年19岁时举家搬迁至美国加利福尼亚州。此前，他在就读于古典语言文学专业。来到美国后，继续在斯坦福大学就读古典语言文学专业，并于1937年毕业。之后进入加州大学伯克利分校学习，分别于1938年和1942年获西班牙语硕士学位和罗曼语博士学位。二战期间，他曾在战时新闻处（Office of War Information）和战略服务处（Office of Strategic Services）工作。
二战后，受胡适邀请，傅汉思来到中国担任北京大学西班牙语系主任。在此期间，他得以与冯至、沈从文、金隄等中国文化名人交往，并结识了沈从文的小姨、他未来的妻子张充和。1948年两人成婚，1949年他携妻子一同回到美国，改而研究汉学，并先后并在加州大学伯克利分校和斯坦福大学担教。1961年，他来到耶鲁大学东亚语言文学系任职，而妻子张充和则在同校的美术学院教授中国书法和昆曲。在此工作26年后，傅汉思于1987年71岁时退休。2003年，于康涅狄格州纽黑文县北黑文市去世。

## 成就
在来到中国之前，傅汉思主要研究的是罗曼语族的语言，主攻方向为文艺复兴时期西班牙语文学，他的博士论文写的就是研究西班牙诗人、小说家克维多 （Francisco de Quevedo）的《克维多正经诗中的喻像语言》（Figurative Language in the Serious Poetry of Quevedo: A Contribution to the Study of Conceptismo）。然而，在中国期间他对汉语与中国文化有了更深的兴趣，回到美国后便改变了研究方向，一直从事汉语言文学、特别是汉赋乐府的研究，代表著作为研究中国中古诗歌的《梅花与宫帏佳丽》。同时，他也将之前对于罗曼语言的了解带入了对汉学的研究，如在《梅花与宫帏佳丽》中，他就经常将中国诗歌同西方诗歌、特别是西班牙和德国诗歌作比较研究。耶鲁大学东亚语言文学教授张孙康宜（Kang-I Sun Chang）就曾评价他的杰出在于“将西方文学中的相关理论与汉学研究相结合”，还认为《梅花与宫帏佳丽》一书已成了这一领域的标准教材。史景迁也说他“在中国传统研究上有很深的造诣，但同时也对西方文学有着惊人的理解力”。
他还曾将南北朝叙事诗《木兰诗》翻译为英文，并被用作1998年迪斯尼动画电影《花木兰》的官方翻译。
傅汉思凭借自己的成就得到过许多荣誉，其中包括美国学术团体协会（American Council of Learned Societies）、人文学科国家基金（National Endowment for the Humanities）的表彰，并得到过古根海姆基金奖（Guggenheim Fellowship）。同时他还任过汉堡大学、波恩大学与哥伦比亚大学的客座教授，慕尼黑大学的傅尔布莱特客座教授（Fulbright Lecturer）。
历史学家史景迁、汉学家宇文所安、康达维（David Knechtges）都曾是傅汉思的学生。

## 评价
傅汉思在汉学界有着很高评价。在其逝世时，耶鲁大学的讣告中评价他“对中国文化、中国文学（特别是诗歌）以及汉语的研究为人所熟知”。
他的学生宇文所安称他是一位“良师益友”并说其在“在学术、教学等许多方面都给了我无私的指导”，史景迁称其是一个“了不起的老师”，而孙康宜则把他称“毫无疑问是这个国家（指美国）中国文学领域的先锋”。

## 家庭
傅汉思的妻子张充和是合肥四姐妹之一，故他也是昆曲名家顾传玠、语言学家周有光和知名作家沈从文的连襟。他与张充和育有两个子女，女儿名为爱玛·弗兰克尔（Emma Frankel，中文名：傅以谟），儿子名为伊恩·H·H·弗兰克尔（Ian H. H. Frankel）。
他们还有三个孙辈，分别是马科西·梅茨勒（Max Metzler）、威尔·梅茨勒（Will Metzler）与小伊恩·H·H·弗兰克尔（Ian H. H. Frankel Jr.）。
他的家庭也是一个语言学世家。他的父亲赫尔曼·弗兰克尔（Hermann Fränkel）和祖父马科西·弗兰克尔（Max Fränkel）都是知名的希腊语学家。赫尔曼的内弟爱德华·弗伦克尔（Eduard Fraenkel）则是著名的拉丁语学家、研究古罗马抒情诗人贺拉斯的权威学者。

## 主要著作
- 《孟浩然传》（Biographies of Meng Hao-jan，1952年）
- 《中国王朝史译文目录（曹魏至五代）》（Catalogue of Translations from the Chinese Dynastic Histories for the Period 220-960）（1957年）
- 《唐代文人:一部综合传记》（T'ang Literati: A Composite Biography）（1962年）
- 《梅花与宫帏佳丽》（The Flowering Plum and the Palace Lady: Interpretation of Chinese Poetry）（1976年）